# Preludio en sol menor (Rajmáninov)

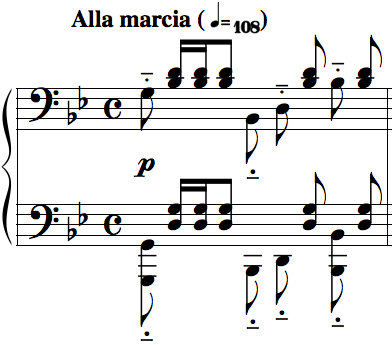
El primer compás introduce los saltos que caracterizan el preludio.

El Preludio en sol menor, Op. 23 n.º 5 es una obra compuesta por Sergéi Rajmáninov; la terminó en 1901. Fue incluida en su serie de preludios Opus 23 a pesar de haber sido escrito dos años antes que los otros nueve. Es un epítome del nacionalismo ruso de Rajmáninov, lleno de grandes acordes y evocadoras melodías.

## Estructura general
La forma del preludio es similar al tradicional rondó tripartito, consistente en una sección inicial "A" salpicado con acordes de semicorcheas (marcado Alla marcia), una sección "B" más lírica y melancólica con arpegios de tresillos en la mano izquierda (marcado Poco meno mosso), una transición al tempo original y una recapitulación de la marcha inicial. A pesar de la rimbombancia del tema principal, la pieza finaliza con un corto arpegio hasta un sol agudo, marcado como pianissimo.
Aunque el preludio en sol menor no es considerado como muy difícil técnicamente, la velocidad de la sección de la marcha y sus gruesos acordes repetidos requieren tanto fuertes muñecas como un gran control de la dinámica, mientras que la sección central requiere un legato controlado en ambas manos para conseguir que la melodía se proyecte adecuadamente.

## Grabaciones
El compositor grabó esta pieza, pero debido a la «flexibilidad» musical de la pieza, pueden encontrarse interpretaciones en una amplia variedad de estilos, muy diferentes a las grabaciones del compositor.
Hay un famoso vídeo en el cual Emil Gilels toca este Preludio en un frente durante la Segunda Guerra Mundial, en señal de apoyo para las fuerzas militares soviéticas que lucharon en la guerra. El narrador dice (en ruso): "Gilels está tocando en el frente, para recordarnos por lo que merece la pena luchar: ¡la música inmortal!"
Este Preludio es una de las piezas más interpretadas y grabadas de la serie, mostrando el virtuosismo y el genio musical de Rajmáninov.